# NGC 7690
NGC 7690 је спирална галаксија у сазвежђу Феникс која се налази на NGC листи објеката дубоког неба.
Деклинација објекта је - 51° 41' 54" а ректасцензија 23h 33m 2,4s. Привидна величина (магнитуда) објекта NGC 7690 износи 12,2 а фотографска магнитуда 13,0. Налази се на удаљености од 22,485 милиона парсека од Сунца. NGC 7690 је још познат и под ознакама ESO 240-6, FAIR 1049, IRAS 23303-5158, PGC 71716.